# Scrierea tibetană
Abugidaul tibetan este un abugida care e folosit pentru scrierea limbilor tibetane ca tibetana, bhutaneza, câteodată balti și alte limbi.

## Istorie
- Uno

## Descriere

### Mănunchiuri de consoane
- Dieci

### Semnele pentru vocale & numere
- Cento

### Modificatorii
- Mille

### Utilizări extinse
- Milione

### Modificatori & semnele extinse pentru vocale
- Miliardo

## Romanizare & transliterație
- Trilione